# 哈特菲爾德 (麻薩諸塞州普查規定居民點)
哈特菲爾德（英語：Hatfield）是位於美國麻薩諸塞州漢普夏縣的一個普查規定居民點。

## 人口
根據2020年美國人口普查的數據，哈特菲爾德的面積為6.57平方千米，當中陸地面積為6.34平方千米，而水域面積為022平方千米。當地共有人口1453人，而人口密度為每平方千米221.16人。